# Lijst van rivieren in Kazachstan

Kaart Kazachtstan met belangrijkste rivieren

Dit is een lijst van de langste rivieren in Kazachstan.

## Rivieren naar lengte
| Rivier       | Lengte (km) | Lengte (km)   | Uitmondend in                    | Belangrijke steden |
| Rivier       | Totaal      | In Kazachstan | Uitmondend in                    | Belangrijke steden |
| ------------ | ----------- | ------------- | -------------------------------- | ------------------ |
| Irtysj       | 4 248       | 1 700         | Ob                               | Semey, Pavlodar    |
| Isjim        | 2 450       | 1 400         | Ob                               | Astana             |
| Oeral        | 2 428       | 1 082         | Kaspische Zee                    | Oral, Atıraw       |
| Syrdarya     | 2 219       | 1 400         | Aralmeer                         | Qızılorda          |
| Tobol        | 1 591       | 800           | Irtysj                           | Rūdnyy             |
| Ili          | 1 439       | 815           | Balkasjmeer                      | Qapschaghai        |
| Tsjoej       | 1 186       | 800           | In de steppen uitdrogende rivier | Tsjoej             |
| Noera        | 978         | 978           | Tengizmeer                       |                    |
| Torgay       | 825         | 825           |                                  |                    |
| Uil          | 800         | 800           | Aqtöbemeer                       |                    |
| Sarysu       | 800         | 800           | In de steppen uitdrogende rivier |                    |
| Emba         | 712         | 712           | Kaspische Zee                    |                    |
| Talas        | 661         | 661           | Aydynmeer                        |                    |
| Bolshoy Uzen | 650         | 260           | In de steppen uitdrogende rivier | Novouzensk         |
| Maly Uzen    | 638         | 395           | Kamysh-Samarskiye meren          |                    |
| Ilek         | 623         |               | Oeral                            |                    |
| Irgiz        | 593         | 593           | Torgay                           |                    |
| Sagyz        | 511         | 511           | Kaspische Zee                    |                    |
| Schiderti    | 502         | 502           | Schalaulimeer                    |                    |

## Rivieren naar drainagebekken

### Noordelijke IJszee(stroomgebied van deOb)
- Irtysj
  - Kaldschir
  - Qandyssu
  - Kökpekti
  - Kurtschum
  - Narym
  - Boechtarma
    - Aqberel
    - Aqsu
    - Chamir
    - Sarymsaqty
    - Tschernewaja
    - Turgyssyn

  - Ulba
  - Uba
  - Schar
  - Schagan
    - Aschtschissu

  - Isjim
    - Imanburlyq
    - Aqqanburlyq
    - Schabai
    - Koluton
    - Terissaqqan

  - Tobol
    - Ajat
      - Kamystyajat

    - Ubagan
    - Oej
      - Togusak

  - (Kaba)
    - Aqqaba
    - Qaraqaba
      - Arassanqaba

### Kaspische Zee
- Oeral
  - Or
  - Ilek
    - Chobda

  - Utwa
  - Tschagan
- Emba

### Aralmeer
- Syr Darja
  - Arıs
    - Aqsu
    - Badam

  - Keles

### Balkasjmeer
- Ajagös
- Ili
  - Jessik
  - Scharyn
  - Schilik
  - Tekes
  - Össek
- Qaratal
  - Köksu
- Aqsu
- Lepsi

### Tengizmeer
- Nura
  - Scherubai-Nura

### Schalkartengis
- Torgay
  - Irgis

### Asikol
- Tsjoej
  - Kuragaty

### Alakölmeer
- Ürschar
- Emin He

### Andereendoreïsche bekkens
- Schiderti
- Grote Usen
- Kleine Usen
- Sarysu
  - Kara-Kengir
    - Sary-Kengir
- Talas
- Assa
- Uil
- Sagis
- Aschiagar
- Bugun
- Burla
- Tokrau
- Sileti
- Bakanas
- Aschtschissu
- Uly-Schylanschyk